# Institut Lituà d'Història
L'Institut Lituà d'Història (en lituà: Lietuvos istorijos institutas) és una institució de recerca finançada per l'estat a Lituània. Regit per la legislació nacional, és la principal institució d'investigació de la història del país, concentrant-se principalment en la història de Lituània i els seus estats veïns.
L'institut dona feina a 126 persones, 64 d'elles amb graus de Doctorat, i 4 són doctors habilitats. El seu director és Rimantas Miknys. L'institut es divideix en 7 seccions (arqueologia, ciutats, etnologia, arqueologeografia, Gran Ducat de Lituània, segle xix i XX). Té també la seva pròpia biblioteca, col·lecció de manuscrits, i una casa editorial. Es va establir el 1941 com una divisió de l'Acadèmia Lituana de Ciències.
A partir de 2007, l'institut estava treballant en 15 projectes, el principal dels quals són els 12 volums de la història acadèmica de Lituània. L'Institut publica la revista semestral Lietuvos istorijos metraštis i la revista anual en anglès Lithuanian Historical Studies.